# Szeretteink körében
A Szeretteink körében (eredeti cím: The Hollars) 2016-ban bemutatott amerikai vígjáték-dráma, amelyet James C. Strouse forgatókönyvéből John Krasinski rendezett. A film producerei John Krasinski, Ben Nearn, Tom Rice és Allyson Seeger, a film zenéjét Josh Ritter szerezte.
A főszerepekben Sharlto Copley, Charlie Day, Richard Jenkins, Anna Kendrick, John Krasinski és Margo Martindale láthatóak. A tévéfilm gyártója a Groundswell Productions, a Sycamore Pictures és a Sunday Night, forgalmazója a Sony Pictures Classics.
Az Amerikai Egyesült Államokban 2016. augusztus 26-án mutatták be a mozikban.

## Szereplők
| Szereplő     | Színész                 | Magyar hang        |
| ------------ | ----------------------- | ------------------ |
| Ron Hollar   | Sharlto Copley          | Rajkai Zoltán      |
| Jason        | Charlie Day             | Csőre Gábor        |
| Dan lelkész  | Josh Groban             | Markovics Tamás    |
| Don Hollar   | Richard Jenkins         | Barbinek Péter     |
| Rebecca      | Anna Kendrick           | Bogdányi Titanilla |
| John Hollar  | John Krasinski          | Széles Tamás       |
| Sally Hollar | Margo Martindale        | Pásztor Erzsi      |
| Gwen         | Mary Elizabeth Winstead | Sipos Eszter Anna  |
| Dr. Fong     | Randall Park            | Seder Gábor        |
| Stacey       | Ashley Dyke             | Nemes Takách Kata  |
| Pam          | Mary Kay Place          | Menszátor Magdolna |